# Напівпровідникова промисловість

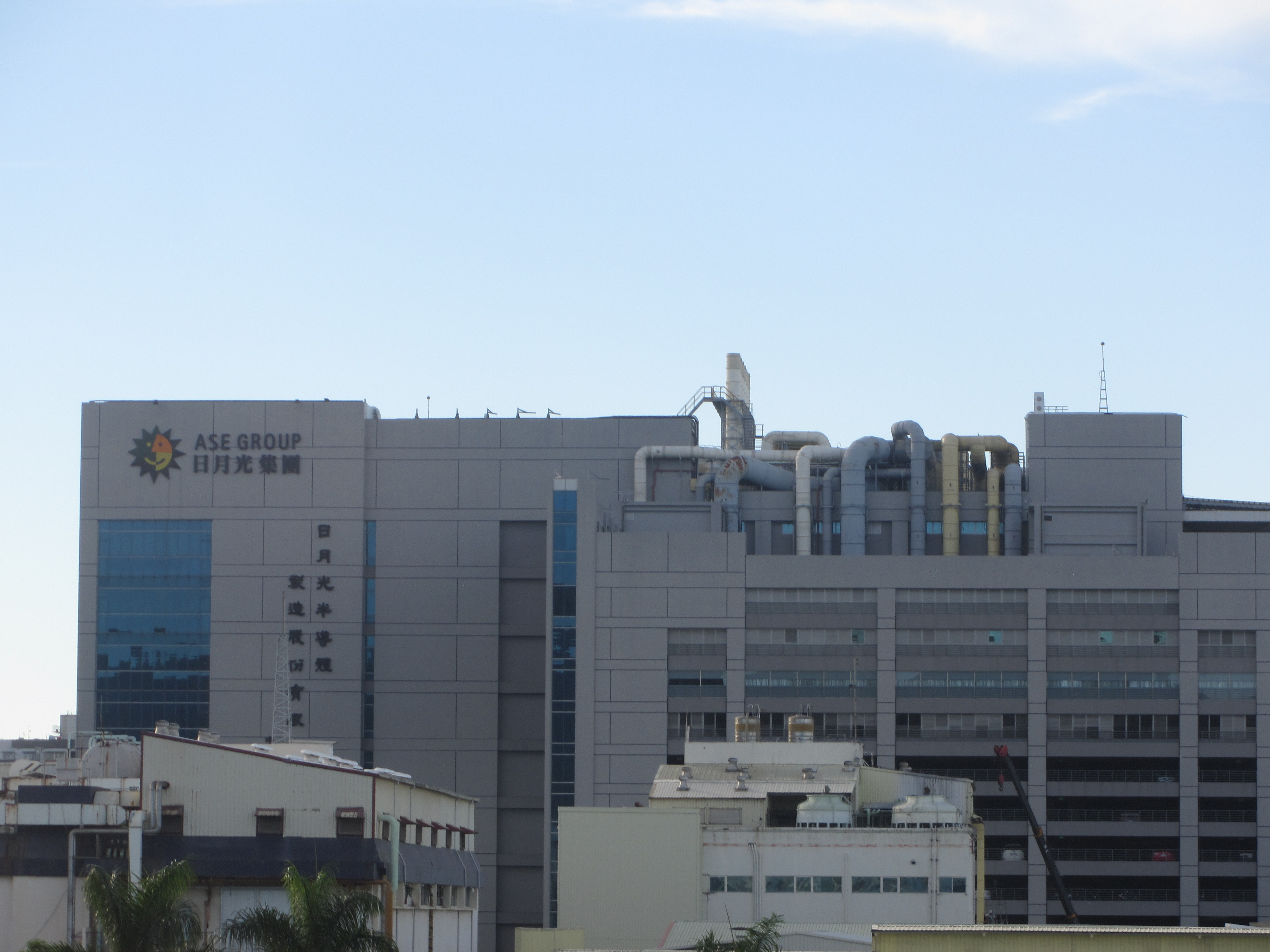
Фабрика з виробництва напівпровідників у місті Гаосюн, Тайвань.

Напівпровідникова промисловість — це сукупність компаній, які займаються розробкою та виготовленням напівпровідників і напівпровідникових приладів, таких як транзистори та інтегральні схеми. Він утворився приблизно в 1960 році, коли виробництво напівпровідникових приладів стало життєздатним бізнесом. Станом на 2018 рік річний дохід галузі від продажів напівпровідників зріс до понад 481 мільярда доларів США. Напівпровідникова промисловість, у свою чергу, є рушійною силою ширшої електронної промисловості з річними продажами силової електроніки в 135 мільярдів фунтів стерлінгів (216 мільярдів доларів США) станом на 2011 рік, очікується, що річні продажі споживчої електроніки досягнуть 2,9 трильйона доларів до 2020 року. Очікується, що продажі технологічної індустрії досягнуть $5 трильйонів у 2019 році, а електронна комерція — понад $29 трильйонів у 2017 році. У 2019 році 32,4% сегмента ринку напівпровідників припадало на мережеві та комунікаційні пристрої .
За даними Асоціації напівпровідникової промисловості, у 2021 році продажі напівпровідників досягли рекордних 555,9 мільярдів доларів США, що на 26,2 відсотка більше, а продажі в Китаї досягли 192,5 мільярдів доларів США. За календарний рік було поставлено рекордні 1,15 трильйона напівпровідників. Очікується, що до 2027 року ціна напівпровідників досягне $726,73 млрд.

## Структура галузі

Експорт електронних інтегральних схем за країнами чи регіонами станом на 2016 рік за торговою класифікацією HS4.

Експорт дискретних напівпровідників станом на 2016 рік згідно Гармонізованої системи опису та кодування товарів ООН 4.

У світовій напівпровідниковій промисловості домінують компанії зі Сполучених Штатів, Тайваню, Південної Кореї, Японії та Нідерландів.
Унікальні особливості галузі включають постійне зростання, але за циклічною схемою з високою волатильністю. У той час як поточне 20-річне середньорічне зростання напівпровідникової промисловості становить близько 13%, це супроводжувалося такою ж нестабільністю ринку, що перевищує середню, що може призвести до значних, якщо не драматичних циклічних коливань. Це вимагало високого рівня гнучкості та інновацій, щоб постійно пристосовуватися до швидких змін на ринку, оскільки багато продуктів, що містять напівпровідникові пристрої, часто мають дуже короткий життєвий цикл.
У той же час швидкість постійного поліпшення ціни та якості в напівпровідниковій промисловості вражає. Як наслідок, зміни на ринку напівпровідників не тільки відбуваються надзвичайно швидко, але й передбачають зміни в галузях, що розвиваються повільніше. Напівпровідникова промисловість широко визнана ключовим двигуном і технологічним фактором для всього ланцюжка створення вартості електронної продукції.
Галузь заснована на моделі ливарного виробництва, яка складається з заводів з виробництва напівпровідників (ливарних цехів) і операцій з проектування інтегральних схем, кожен з яких належить окремим компаніям або дочірнім компаніям. Деякі компанії, відомі як інтегровані виробники пристроїв, проектують і виробляють напівпровідники. Ливарна модель призвела до консолідації ливарних заводів. Станом на 2021 рік тільки три фірми можуть виробляти найсучасніші напівпровідники: TSMC з Тайваню, Samsung з Південної Кореї та Intel зі Сполучених Штатів. Частково це пов’язано з високими капітальними витратами на будівництво ливарних цехів. Остання фабрика TSMC, здатна виробляти напівпровідники з 3-нм техпроцесом і завершена в 2020 році, коштувала 19,5 мільярда доларів.
Intel розглядає можливість передати частину виробництва TSMC. Зараз він може виробляти лише 10 нм напівпровідники, тоді як TSMC і Samsung можуть виробляти 5 нм. GlobalFoundries, американська фірма зі штаб-квартирою, використовує 12-нм процес для своїх найдосконаліших чіпів через швидке зростання витрат на розробку менших вузлів процесу.

## Продаж напівпровідників

### Дохід від продажу
| Рік  | Дохід (номінальний) | Ref    |
| ---- | ------------------- | ------ |
| 2018 | $481,090,000,000    | [ 1 ]  |
| 2017 | $420,390,000,000    | [ 1 ]  |
| 2016 | $345,850,000,000    | [ 1 ]  |
| 2015 | $335,170,000,000    | [ 12 ] |
| 2014 | $335,840,000,000    | [ 12 ] |
| 2013 | $305,580,000,000    | [ 12 ] |
| 2012 | $291,560,000,000    | [ 12 ] |
| 2011 | $299,520,000,000    | [ 12 ] |
| 2010 | $298,320,000,000    | [ 12 ] |
| 2009 | $226,310,000,000    | [ 12 ] |
| 2008 | $280,000,000,000    |        |
| 2007 | $255,600,000,000    | [ 13 ] |
| 2006 | $247,700,000,000    | [ 13 ] |
| 2005 | $227,000,000,000    | [ 12 ] |
| 2004 | $213,000,000,000    | [ 12 ] |
| 2000 | $204,000,000,000    | [ 12 ] |
| 1995 | $144,000,000,000    | [ 12 ] |
| 1992 | $60,000,000,000     | [ 12 ] |
| 1990 | $51,000,000,000     | [ 12 ] |
| 1987 | $33,000,000,000     | [ 12 ] |

| Сектор промисловості              | Дохід           | Частка ринку | Ref    |
| --------------------------------- | --------------- | ------------ | ------ |
| Пам'ять                           | $124 billion    | 30%          | [ 14 ] |
| Логіка                            | $102.2 billion  | 25%          | [ 14 ] |
| Мікропроцесор                     | $63.9 billion   | 16%          | [ 14 ] |
| Силовий напівпровідниковий прилад | $36.8 billion   | 9%           | [ 15 ] |
| Всього                            | $420.39 billion | 100%         |        |

| Напівпровідник тип      | Дохід          | Частка ринку | Ref    |
| ----------------------- | -------------- | ------------ | ------ |
| Мікросхема              | $250 billion   | 89.3%        | [ 16 ] |
| Складні напівпровідники | $20 billion    | 7.1%         | [ 16 ] |
| Силові транзистори      | $10 billion    | 3.6%         | [ 17 ] |
| Всього                  | US$280 billion | 100%         |        |

### Частка ринку
| Сектор промисловості               | Частка ринку |
| ---------------------------------- | ------------ |
| Комп'ютер та периферійний пристрій | 32.3%        |
| Побутова електроніка               | 21.2%        |
| Телекомунікаційне обладнання       | 16.5%        |
| Силова електроніка                 | 14.3%        |
| Військова і космічна промисловість | 11.5%        |
| Автоелектроніка                    | 4.2%         |

## Найбільші компанії
| Rank | 2020     | 2018     | 2017     | 2011     | 2006      | 2000     | 1995       | 1992       | 1990       | 1986           | 1985       | 1975           |
| ---- | -------- | -------- | -------- | -------- | --------- | -------- | ---------- | ---------- | ---------- | -------------- | ---------- | -------------- |
| 1    | Intel    | Samsung  | Samsung  | Intel    | Intel     | Intel    | Intel      | NEC        | NEC        | NEC            | NEC        | TI             |
| 2    | Samsung  | Intel    | Intel    | Samsung  | Samsung   | Toshiba  | NEC        | Toshiba    | Toshiba    | Toshiba        | TI         | Motorola       |
| 3    | TSMC     | SK Hynix | TSMC     | TSMC     | TI        | NEC      | Toshiba    | Intel      | Hitachi    | Hitachi        | Motorola   | Philips        |
| 4    | SK Hynix | TSMC     | SK Hynix | TI       | Toshiba   | Samsung  | Hitachi    | Motorola   | Intel      | ?              | Hitachi    | [[{{{1}}}\|?]] |
| 5    | Micron   | Micron   | Micron   | Toshiba  | ST        | TI       | Motorola   | Hitachi    | Motorola   | ?              | Toshiba    | [[{{{1}}}\|?]] |
| 6    | Qualcomm | Broadcom | Broadcom | Renesas  | Renesas   | Motorola | Samsung    | TI         | Fujitsu    | ?              | Fujitsu    | [[{{{1}}}\|?]] |
| 7    | Broadcom | Qualcomm | Qualcomm | Qualcomm | Hynix     | ST       | TI         | ?          | Mitsubishi | ?              | Philips    | [[{{{1}}}\|?]] |
| 8    | Nvidia   | Toshiba  | TI       | ST       | Freescale | Hitachi  | IBM        | Mitsubishi | TI         | ?              | Intel      | [[{{{1}}}\|?]] |
| 9    | TI       | TI       | Toshiba  | Hynix    | NXP       | Infineon | Mitsubishi | ?          | Philips    | ?              | National   | [[{{{1}}}\|?]] |
| 10   | Infineon | Nvidia   | Nvidia   | Micron   | NEC       | Philips  | Hyundai    | ?          | Matsushita | [[{{{1}}}\|?]] | Matsushita | [[{{{1}}}\|?]] |

| Назва                    | Країна           | Тип виробництва | Апаратні вироби                                                                            |
| ------------------------ | ---------------- | --------------- | ------------------------------------------------------------------------------------------ |
| Samsung Electronics      | Південна Корея   | IDM             | Флеш NAND memory, DRAM, КМОН-сенсор, RF transceivers, OLED display, SSD                    |
| Intel                    | США              | IDM             | x86-64 Мікропроцесор, GPU, SSD, DRAM                                                       |
| TSMC                     | Республіка Китай | Pure-play       |                                                                                            |
| SK Hynix                 | Південна Корея   | IDM             | Флеш-пам'ять, DRAM, SSD, КМОН-сенсор                                                       |
| Micron                   | США              | IDM             | DRAM, NAND flash, SSD, NOR flash, Managed NAND, multichip packages                         |
| Qualcomm                 | США              | Фаблесс         | Радіочастотний модуль, процесори цифрової обробки сигналів, системи на кристалі Snapdragon |
| Broadcom                 | США              | Fabless         |                                                                                            |
| Kioxia                   | Японія           | IDM             | Флеш-пам'ять, SSD                                                                          |
| Texas Instruments (TI)   | США              | IDM             |                                                                                            |
| Analog Devices           | США              | IDM             | Amplifiers, data converters, audio & video products, RF & microwave, sensors, MEMS         |
| Microchip                | США              | IDM             | Мікроконтролери і аналогові напівпровідникові пристрої                                     |
| NXP                      | Нідерланди       | IDM             |                                                                                            |
| MediaTek                 | Республіка Китай | Fabless         | SoC, Чипсет, CPU, GPU, DSP                                                                 |
| Infineon                 | Німеччина        | IDM             | Мікроконтролери, силова електроніка                                                        |
| Bosch                    | Німеччина        | IDM             |                                                                                            |
| STMicroelectronics       | Франція/ Італія  | IDM             | ASIC, Мікроконтролер                                                                       |
| Sony                     | Японія           | IDM             |                                                                                            |
| ARM                      | Велика Британія  | Fabless         | Мікропроцесори                                                                             |
| AMD                      | США              | Fabless         | x86-64 CPU, GPU, motherboard chipset, SDRAM                                                |
| Nvidia                   | США              | Fabless         | GPU                                                                                        |
| Renesas                  | Японія           | IDM             |                                                                                            |
| GlobalFoundries          | США              | Pure-play       |                                                                                            |
| ON Semiconductor         | США              | IDM             |                                                                                            |
| UMC                      | Республіка Китай | Pure-play       |                                                                                            |
| Apple                    | США              | Fabless         | Apple silicon                                                                              |
| IBM                      | США              | Fabless         |                                                                                            |
| Mitsubishi Electric      | Японія           | IDM             | Силова електроніка                                                                         |
| Imagination Technologies | Велика Британія  | Fabless         |                                                                                            |
| Graphcore                | Велика Британія  | Fabless         |                                                                                            |
| Tower Semiconductor      | Ізраїль          | IDM             |                                                                                            |
| Xilinx                   | США              | Fabless         | Програмована логічна інтегральна схема                                                     |
| SMIC                     | КНР              | Pure-play       |                                                                                            |